# 科特盖瑟灵
科特盖瑟灵是德国巴伐利亚州的一个市镇。总面积8.21平方公里，总人口1606人，其中男性782人，女性824人（2011年12月31日），人口密度196人/平方公里。